# ターラウスク
ターラウスク（エストニア語:Taarausk）とは、エストニア・ネオペイガニズムの民族宗教運動である。
最も広まったのは1930年代であったが、今日でも存在している。ターラウスクは、半ば仮説上のエストニア古代宗教の神、ターラにちなんで名付けられた。
現在、エストニア共和国にはターラウスクの宗教団体として、パイケセ・ヒース、タルバトゥ・ヒース、マエ・ヒースの3つが登録されている。第二次世界大戦前には、タリン・ヒースのほか、ヴォルマー県のプハヨエ・ヒースや、ハリュ県のコセ・ヒースなどのの団体が存在していた。

## 国際的背景
第二次世界大戦前、民族宗教の導入の試みはヨーロッパの各地で行われた。ラトビアでは同様の運動としてディエヴトゥリーバ、リトアニアではロムヴァが存在している。

## 歴史
エストニアにおけるターラウスクの運動は、エストニア共和国の初期に始まった。エストニア古代宗教の復興の試みは、1919年秋にタリンの憲法制定議会の食堂で、マルタ・レップ＝ウトゥステの主導により集まった芸術家や作家たちの集団「プヒク」に由来する。この集団は1925年に定期的な集会を始め、ターラウスクの主なイデオロギーはクスタス・ウトゥステ少佐と彼の妻マルタ・ウトゥステによって形作られた。
1926年、タリンのヴァイケ・パルヌ通りに住むメカニックのクッラマが、唯一の救いはターラ、カレヴィポエグ、リンダに対する信仰にあると約20年前に結論づけたと発表した。同時期に、彼は自らの頭に浮かんだ予言的な人類の運命に関するビジョンを紙に書き出した。予言によると、ターラが最後の審判のラッパを吹き、岩が割れ、墓が開かれ、カレヴィポエグとリンダがタリン近郊で数世紀にわたる眠りから目覚め、全能の支配者として人類を見下ろすという。その後、カレヴィポエグとリンダは統合されたフィン・ウゴル民族の支配者となり、1000年の平和の時代が訪れるとされた。カレヴィポエグの王座には、全ての民族の使節、さらには日本人やアラブ人もひれ伏すことになる。1926年までにすでに多くの予言が成就しており、1910年9月の「カレヴィポエグの霊がロシア総督を追放する」という予言もその一つであった。予言者クッラマは、その予言のためにロシアの刑事警察で説明を求められたこともあり、悪魔の誘惑や買収の試みを何度も退け、信仰を守り続けた。また、ターラの霊がクッラマに永久機関の設計という強力な思想を示唆した。クッラマは、ドイツ語で「自然の力で駆動する有機機関車」と刻まれた自身の胸像の銅製プレートも注文し、永久機関が完成すると、カレヴィポエグの帰還と1000年にわたる世界的な平和が到来するとされた。
1930年、ターラウスクの雑誌『ヒース』の第1号が発行され、ターラウスクの基礎が紹介された。1931年には宗教団体「ヒース」の定款が公式に承認され、1932年5月に設立総会が開かれ、会長には少佐ヤーン・オルグが選出された。団体には理事会と「賢者の議会」があり、9名のアスコトが終身で選出された。
1934年の国勢調査によれば、エストニアには171人のターラウスク信者がいたが、その後、徐々に増加した。記録によれば約600～700人の会員のデータが存在している。ターラウスク信者には作曲家アドルフ・ヴェドロ、エストニア語教師で教科書の著者アンツ・セルメト、画家エスコ・レップ、歴史家ヤルヴォ・タンドレ、詩人エン・ウイボが含まれていた。また、作家のフーゴ・ラウドセップ、ヘンリク・ヴィスナプー、ユハン・ヤイク、アイノ・カラス、ジャーナリストのエドゥアルド・ラーマン、芸術批評家のハンノ・コンプス、俳優のアンツ・ラウテル、トーマス・トンドゥ、作曲家のユハン・アーヴィクなども「ある程度」関わりがあった。ユハン・ルイガは当初、ターラウスクに対して非常に懐疑的であり、クスタス・ウトゥステはルイガが彼を同胞ではなく患者と見なしているとさえ感じていた。ヘンゴ・トゥルノラは、実際にはエストニア国民の大多数がヒース精神を共有していたと主張している。
ターラウスク信者の目標は、外部の影響を排除したエストニアの民族宗教を創り出すことであった。しかし、彼らは古代の宗教を復活させたり模倣したりするのではなく、現代化することを目指していた。発展した宗教は科学的な世界観と調和し、基本的には一神教的（もしくはむしろ理神論的）であるべきだと考えられていた。「ターラは定義できないし、具体的に描写することもできない。ターラは未知の既知、魂で感じ取ることができる存在である。ターラは生命の秘密の最深の知恵であり、宇宙の動かざる運動、捉えられない宇宙、時の永遠の中に存在する。」
ターラウスク信者たちは常に「700年にわたる奴隷状態」と、キリスト教が「異質」で「強制された」ものであることを強調していた。ユダヤ教の奴隷であるキリスト教から解放されるためには、エストニア独自の宗教を創造する必要があると考えられていた。
アレクサンデル・プルクは、ターラウスクに三位一体の原則を導入することを提案した。ここで「父」はフリードリヒ・レインホルト・クロイツヴァルト、「子」はカール・ロベルト・ヤコブソン、「聖霊」は聖母マリアに相当するリディア・コイドゥラであった。
聖別されたターラウスク信者たちは、聖なる場所の土を含んだ銀製のメダリオン「トゥレット」を首にかけていた。彼らの儀式では「ウリ火」をウリ石で燃やした。結婚式や葬儀などの儀式は、ターラウスクの指導者（特にマルタ・レップ＝ウトゥステ）が作成したシナリオに基づいて行われた。また、幾つかの民族宗教的な祝日があり、最も重要なのはユリの夜の蜂起を記念する日であった。ターラウスクの儀式は、しばしば演劇のような様相を呈した。ユリの夜の記念として、ソヤマエ・ヒースが設立された。ターラウスク信者たちは、エストニア共和国の宣言の日を元年とする暦を採用し、互いを「殿」や「夫人」ではなく、「領主（イスンダ）」や「女主人（エマンダ）」と呼び合った。ターラウスク信者の社交生活やアマチュア活動も活発であった。
「礼拝」の代わりに「ヒーシミネ」という言葉を使い、これによって自然、無限、ターラとの結びつきが強調された。ターラウスクの子供の祝福では、通常の洗礼と異なり、名前は付けられず、それはすでに戸籍係が行っているためであった。もう一つの大きな宗教的儀式は、成人の通過儀礼（堅信式）であり、この儀式は1938年にはまだ開発途中であった。他にも多くの儀式が考案中であり、すべてが整うまでにはさらに多くの時間が必要とされた。
ターラウスク信者の合唱団は、民族衣装を簡素化したデザインの制服を持っており、その価格は手頃で、わずか20クローネであった。
1934年には、10月31日（ルター派の宗教改革記念日）に「民族の使命の日」を祝うことが開始された。ターラウスクの暦は、1918年2月24日から始まり、独自に考案された月の名称が使用された。
コンラート・ロートシルトは、オズヴァルト・シュペングラーの『西洋の没落』に基づき、キリスト教的西洋文化の必然的な崩壊を論じ、その代わりにターラウスクに基づくツラン文化が台頭すべきだと主張した。また、彼はターラウスクと道教の関連性を示そうと試み、エストニアの地名がトールではなく、道教に影響された崇拝に由来しており、フィン・ウゴル系の部族の一部ではクマ崇拝と結びついていると述べた。
1930年代後半になると、この運動の活動は多少減少し、意見の対立が生じ、徐々に衰退していった。運動の最後の数年間は、信念の硬直化と、真に権威のある指導者の不在が特徴であった。1940年にマルタ・レップ＝ウトゥステが亡くなり、多くのターラウスク運動の指導者たちはソビエトの弾圧の犠牲となり、クスタス・ウトゥステも逮捕された。最後の影響力のあるターラウスク信者であったヘンゴ・トゥルノラは1986年に亡くなった。
亡命中には、一部のターラウスク信者が運動を存続させようと試みたが、1990年代以降、エストニアではアッドルド・モッシンが「ヒースラル」の称号を使って活動し、オテパー近郊にヒースを築いた。現在でもハリュマー県のパルナマエ・ヒースは活用されている。
2011年の国勢調査によると、15歳以上のエストニア住民のうち1047人が自らをターラウスク信者と名乗っている。

## 批評
ターラウスク信者は、精神的遺産に対する身勝手な取り扱いや、過度な民族主義のために批判されている。また、ドイツのネオペイガニズムの類似の運動とナチズムの密接な関係からも批判されている。

## 著名なターラウスク信者
- ユハン・アーヴィク
- ユハン・ヤイク
- ハンノ・コンプス
- エドゥアルド・ラーマン
- アンツ・ラウテル
- エスコ・レップ
- マルタ・レップ
- ユーリ＝ラユル・リーヴァク
- ペーテル・リンドサール
- ユハン・ルイガ
- アッドルド・モッシン
- アンツ・セルメト
- ヤルヴォ・タンドレ
- トーマス・トンドゥ
- ラウリス・トーメト
- ヘンゴ・トゥルノラ
- エン・ウイボ
- クスタス・ウトゥステ
- アド・ヴェドロ
- ヘンリク・ヴィスナプー

## 関連ページ
- ペイガニズム
- ネオペイガニズム
- エストニア・ネオペイガニズム
- マーウスク

## 参照
1. ↑  Eduard Laaman. Juhan Luiga. 1938, lk. 190.
2. ↑  Eduard Laaman. Juhan Luiga. 1938, lk. 191.